# Wetherby (filme)
Wetherby é um filme de drama britânico de 1985 escrito e dirigido pelo dramaturgo David Hare e estrelado por Vanessa Redgrave, Ian Holm, Judi Dench, Stuart Wilson, Tim McInnerny e Suzanna Hamilton.

## Enredo
Situado na cidade de Wetherby, em West Yorkshire, o filme trata da vida de Jean Travers, uma professora solteirona de meia-idade. Uma noite, ela convida amigos casados para um jantar, e nele o convidado John Morgan expressa sua dor emocional. O jovem estranho chega na casa de Jean na manhã seguinte com um presente de faisões. Enquanto está sentado na mesa da cozinha esperando o chá, ele coloca o cano da arma na boca e se mata.
Desse ponto em diante, a história do filme é contada em flashbacks cronologicamente discretos e interligados ao passado recente e distante, mostrando ações e eventos como vistos e experimentados sob vários pontos de vista. O mistério central do suicídio de Morgan é o ponto de apoio ao redor do qual a narrativa gira. A construção narrativa do filme se assemelha a um quebra-cabeça e, de acordo com o estilo de exposição de David Hare, frequentemente parece ter peças importantes faltando.
Há outras cenas do jantar, bem como cenas da investigação policial sobre o suicídio. Ficamos sabendo que Morgan não tinha sido convidado - ele entrou com outras pessoas que supunham que ele era conhecido de Jean e Jean assumiu que as amigas dela o haviam trazido com eles.
Uma jovem distante e peculiar chamada Karen Creasy - uma conhecida de Morgan - é entregue do funeral à porta de Jean por Mike Langdon, um dos policiais que conduzem o inquérito. Por várias semanas depois, a garota se insinua na vida e no lar de Jean e não mostra intenção de ir embora. Carrancuda e egocêntrica, Karen é curiosamente indiferente à morte de Morgan e até hostil à sua memória. Mais tarde, é mostrado em flashbacks que Morgan havia desenvolvido uma obsessão por Karen quando ambos eram estudantes da Universidade de Essex, e ela rejeitou violentamente sua tentativa desesperada de iniciar um relacionamento com ela. Está implícito que essa rejeição pode ter sido um fator em sua decisão de deixar Essex para Yorkshire com a intenção de cometer suicídio.
Quando Jean sugere a Karen que ela pode ter sido responsável pela decisão de Morgan de se matar, a jovem nega com raiva que seu comportamento foi, ou é, de alguma forma provocativo. Karen deixa claro que ela odeia envolvimentos emocionais - o que ela descreve severamente como "pessoas se metendo" - e também se ressente da tentativa de Jean de envolvê-la em um relacionamento próximo. Num repentino ataque de pânico, Karen deixa a casa de Jean e Wetherby para sempre. Mas antes de sair, ela brinca cruelmente com Jean ao observar que, se o suicídio de Morgan não fosse apenas um acidente, ela adoraria saber qual o possível papel da solteirona em causá-lo.
Além dos eventos que ocorrem nos dias de hoje, há flashbacks de Jean e sua amiga de longa data, Marcia, quando adolescentes em 1953. Essas cenas revelam que Jean estava noivo do aviador, Jim Mortimer, e que ela não conseguiu impedi-lo de sair em serviço ativo no sudeste da Ásia. Em uma reviravolta brutal do destino, Jim foi assassinado sem sentido durante os levantes anti-imperiais na Malásia britânica .
Enquanto esses episódios do passado e do presente se entrecruzam e se sobrepõem, Jean começa a entender o ressentimento e o desespero solitários que levaram Morgan a tirar a vida. Ela também parece ter uma ideia dos inquietantes e autodestrutivos impulsos da geração mais jovem. Em um incidente relacionado, ela tenta fazer com que uma de suas alunas veja o valor de continuar sua educação (no final do filme, Jean é informado de que a garota abandonou os estudos para fugir para Londres, presumivelmente com um namorado).
Jean também é afetada pelas esperanças diminuídas de seus contemporâneos, que lamentam o estado do país sob o Thatcherismo. Ela discute regularmente esses assuntos atuais com Stanley Pilborough, o marido de Marcia e o advogado da cidade, que muitas vezes está propositadamente bêbado. Ela observa os infelizes casamentos de seus amigos de meia-idade, particularmente as brigas intermináveis que acontecem entre Roger e Verity Braithwaite. Mesmo solitário, o desanimado Mike Langdon confessa o fracasso de seu relacionamento com sua amante, Chrissie, que finalmente o deixa para retornar ao marido de seu criador de ovelhas.
No final, parece que Jean não precisa mais lamentar a vida que ela poderia ter tido, e a pessoa que ela poderia ter se tornado, se ela não tivesse permitido que seu noivo fizesse sua partida fatal para a Malásia três décadas antes. Ela fará o melhor com o que tem e como as coisas são, aqui e agora.

## Elenco principal
- Vanessa Redgrave . . . . . Jean Travers
- Ian Holm . . . . . Stanley Pilborough
- Judi Dench . . . . . Marcia Pilborough
- Tim McInnerny . . . . . John Morgan
- Stuart Wilson . . . . . Mike Langdon
- Suzanna Hamilton . . . . . Karen Creasy
- Tom Wilkinson . . . . . Roger Braithwaite
- Marjorie Yates . . . . . Verity Braithwaite
- Joely Richardson . . . . . Young Jean
- Katy Behean . . . . . Marcia jovem
- Robert Hines . . . . . Jim Mortimer

## Prêmios e indicações
- Urso de Ouro do Festival Internacional de Cinema de Berlim para Melhor Filme (indicado) [1]
- Prêmio CICAE do Festival Internacional de Cinema de Berlim (David Hare, vencedor)
- Prêmio Interfilm do Festival Internacional de Cinema de Berlim - Menção Honrosa (David Hare, vencedor)
- Prêmio BAFTA de Melhor Atriz Coadjuvante (Judi Dench, indicada)
- Prêmio da Sociedade Nacional de Críticos de Cinema de Melhor Atriz (Vanessa Redgrave, vencedora)
- Prêmio Boston Society of Film Critics de Melhor Ator Coadjuvante (Ian Holm, vencedor)